# Claude Faucomprez
Pour les articles homonymes, voir Faucomprez.
Claude Faucomprez, né en 1949, est un clarinettiste classique français.

## Biographie
Après des études musicales au Conservatoire de Lille, Claude Faucomprez entre au Conservatoire National Supérieur de Musique de Paris et obtient un premier prix de clarinette en 1970 et de musique de chambre en 1971.
En 1972 et 1973, il entre et joue à la Musique de la Garde Républicaine.
De 1974 à 1975, il joue dans l'orchestre Pasdeloup.
Il devient en 1976 clarinette solo du Nouvel Orchestre Philharmonique de Radio-France.
En 1978, il est lauréat du Concours International de Munich et obtient un troisième prix en clarinette.
À partir de 1978, il prend le poste de clarinette solo de l’Orchestre National de Lille.
En 1983 , il obtient le premier premier prix du Concours International de Musique de Chambre de Paris.
En 1984, il décroche le premier Grand Prix du Concours International Acanthes pour l’interprétation de la Musique Contemporaine,.
Depuis 2002, il a rejoint l'orchestre MITO au Japon dirigé par le chef Seiji Ozawa.
Il est également membre du Trio Pyramide (clarinette, percussions, piano) et du Quintette à vent Nielsen depuis 1987 (Pierre Roullier, flûte; Didier Pateau, hautbois; Ghislain Hervet, clarinette; Jens Mac Manama, cor; Marc Vallon, basson; Laszlo Hadady, hautbois; Claude Faucomprez, clarinette).
Dans le nord, il se consacre parallèlement à l'enseignement comme professeur aux conservatoires d'Arras (1973-1975), de Tourcoing (1975-1992), de Lille (1988-2006), et de Roubaix (depuis 1992). Claude Faucomprez dispense aussi des master-classes dans le monde entier (Japon, Russie, USA, Amérique latine, Finlande, Norvège, Danemark, Grèce, etc.) et participe à  des congrès (International clarinet congress de Cincinnati (USA) en 1992, International clarinet festival de Stockholm en 2002, International clarinet festival de Tokyo en 2005).
Il est invité par de nombreux festivals en Europe, en Amérique latine, aux États-Unis et au Japon.
Aussi à l’aise dans le répertoire contemporain que classique, Claude Faucomprez « possède un jeu d’une facilité déconcertante et d’une grande sensibilité ».
Il a effectué de nombreux enregistrements, notamment en duo avec le pianiste nordiste Alain Raës depuis 1978 et également avec d'autres ensembles (orchestre national de Lille...).

## Discographie sélective
- Sonates françaises pour clarinette et piano avec Claude Faucomprez (clarinette) et Alain Raës (piano), (Harmonia Mundi, Black label, LP HM B 5121, 1982)
- Albert Roussel : Musique de chambre - Divertissement op 6 - pour quintette à vent et piano, avec Alain Raes (piano), Chrystel Delaval (flûte traversière), Claude Faucomprez (clarinette), Philippe Cousu (hautbois), Christophe Danel (cor), Pascal Gallois (basson), (Label Solstice, SOLT SOCD 22, 1982)
- Lutosławski, Penderecki, Szałowski, Wieniawski avec Claude Faucomprez (clarinette), Alain Raës (piano) et Stefan Stalanowski (violon), (Disques du Solstice, 1984)
- Mozart : avec José Van Dam (baryton), Benoît Fromanger (fl.), Catherine Michel (hrp), Claude Faucomprez (clar.), Michel Guyot (vl)... [et al.] Les Petits Chanteurs à la Croix de Bois, Rias Kammerchor, Chœur de l'Opéra d'État de Berlin, Jeunesses Musicales Chorus Orchestre Pro Arte de Munich Kurt Redel, dir. Ensemble Orchestral de Paris, Jean Pierre Wallez (dir.), Orchestre National de Lille, Jean-Claude Casadesus (dir.), Ensemble instrumental de France... [et al.] Philip Bride, dir... [et al.] / Maria Zadori, S , (Nieuwegein, Villetaneuse:  Arcade international, 1990)
- Weber: La musique de chambre avec clarinette avec Claude Faucomprez (clarinette) et Alain Raës (piano), et le quatuor Lalo, (Solstice, 1993)
- Orchestre National de Lille/Jean-Claude Casadesus : Mozart: Concerto pour clarinette et orchestre en la majeur K622 (Claude Faucomprez); Concerto pour flûte, harpe et orchestre en ut majeur (Chrystel Delaval, Laurence Cabel); Musique funèbre maconnique K477, (Forlane, )

- Heinrich Baermann / Carl Baermann : Adagio en Mi Bémol Majeur / 7 Études Romantiques, Op. 64. Avec Claude Faucomprez et Alain Raës (Zephyr label, )
- Jean Langlais : La Musique de Chambre avec Piano, avec Jean Langlais, Alain Raës, Claude Faucomprez, Jeanine Collard, David Guerrier, Sylvie Mallet, Marie-Louise Langlais (Solstice SOCD180,)

avec le quintette Nielsen
- Raymond Depraz : Regards & Vibrants, (Label Agon – PV720004, 1996)
- Onslow : Grand sextuor, (Warner Classics 0927 49536-2, 2003)